# Лабіринт (мінісеріал)
«Лабіринт» (англ. Labyrinth) — квазіісторичний мінісеріал 2012 року, знятий Крістофером Смітом за однойменним романом британської письменниці Кейт Мосс, який став бестселером у 2006 році. Дія фільму пов'язана з пошуками Святого Грааля і відбувається в околицях Каркасона у двох часових планах: під час гонінь на катарів на початку XIII століття і в наші дні.
Фільм є спільним виробництвом Німеччини (Tandem Communications) і ПАР (Film Afrika Worldwide); він також продюсувався компанією Рідлі Скотта (Scott Free) (Tandem Communications і Scott Free раніше вже мали досвід співпраці над телесеріалом «Стовпи Землі»). Прем'єра фільму на телебаченні відбулася восени 2012 року у Канаді, Польщі, Португалії та Південній Кореї.
Знімався фільм у 2011 році у Франції, в околицях Каркасона, а потім у Південній Африці (в Кейптауні).

## Сюжет
Дія відбувається на півдні Франції у місті Каркасон і його околицях. Головною героїнею сюжетної лінії, яка відбувається в наші дні, є молода дівчина по імені Еліс, яка несподівано отримує в спадок від тітки будинок в Каркасоні. Еліс приїжджає туди і як волонтер бере участь в археологічних розкопках під містом. Вона випадково знаходить вхід у печеру, де виявляють два скелета, а також перстень із зображенням лабіринту і малюнок лабіринту на стіні. Ця знахідка несподівано викликає інтерес з боку різних людей, серед яких глава таємного містичного ордену Марі-Сесіль де Л'Орадор і фанатичний католик Поль Оті. Як згодом з'ясовується, печера пов'язана з таємницею Святого Грааля, який вони обидва мріють знайти: Л'Орадор — для того, щоб знайти безсмертя, а Оті — щоб знищити його як небезпечну єресь. Еліс випадково знайомиться з Віллом, коханцем Л'Орадор, який розповідає їй про криваві ритуали, що проводяться Л'Орадор в підвалі її будинку.
Паралельно розгортається інша сюжетна лінія, яка відбувається на початку XIII століття, коли в Каркасоні жила громада катарів. Головна героїня Елейс захоплюється траволікуванням і не помічає, що її чоловік Гільом зраджує їй з її сестрою Оріаною. Тим часом папа Інокентій III проголошує хрестовий похід проти катарів. Під час облоги Каркасона всі катари, що не відреклися від своєї віри, знищуються. Елейс отримує від батька на смертному одрі перстень із зображенням лабіринту і одну з священних книг, які багато століть бережуть і таємно передають один одному випробувані «хранителі». Всього таких книг три, і разом вони дозволяють знайти Святий Грааль. Берегинею ще однієї книги є травниця Есклармонда, наставниця Елейс, яка також вмирає, залишаючи книгу Елейс. Оріана, яка ненавидить сестру, викрадає книжки і передає їх одному з хрестоносців, який стає її чоловіком. Елейс зі служницею і онуком Есклармонди Саж'є залишають Каркасон і ховаються в горах, де в самоті живе третій «зберігач». В Елейс народжується дочка, і проходить кілька років, перш ніж вона повертається в місто. Оріана впізнає Саж'є і дівчинку і здогадується, що це дочка Елейс . Вона веде дівчинку до печери, щоб виманити Елейс з книгою. Туди ж приходить Гільом, який всі ці роки переховувався від хрестоносців і нічого не знав про дочку. У бою з солдатами, яких привела Оріана, Елейс і її чоловік отримують смертельні рани, однак Гільому вдається вбити Оріану. Елейс просить Саж'є стати хранителем книг і оповідати історію катарів майбутнім поколінням.
Еліс дізнається, що є далеким нащадком Елейс. Вона зустрічається з істориком Одриком Бальярдом, який розповідає їй про Елейс і привозить Еліс до печери. Туди ж їдуть Л'Орадор і Оті, які розуміють, що через Еліс отримають доступ до Граалю. Л'Орадор вбиває Оті як конкурента і смертельно ранить Бальярда. Вона йде у відкритий у печері лабіринт. Вмираючи, Бальярд відкриває Еліс, що він і є Саж'є, який прожив кілька століть і зберіг пам'ять про трагічні події минулого. Печера обвалюється, хоронячи Бальярда разом з трьома священними книгами. Еліс залишається з Віллом.

## У ролях
- Ванесса Кірбі — Еліс
- Джессіка Браун Фіндлей — Елейс
- Себастіан Стен — Вілл
- Емун Елліотт — Гільом
- Тоні Карран — Гай-Евре
- Джон Герт — Одрік Бальярд
- Кеті Макграт — Оріана
- Том Фелтон — Віконт Тренкавель
- Джон Лінч — Симон де Монфор
- Бернард Шір — Поль Оті
- Метью Берд — Саж'є
- Клаудія Джеріні — Марі-Сесіль де Л'Орадор
- Джанет Сазман — Есклармонда